# Димо Русев
Димо Георгиев Русев, известен като Брадата или Колибарски, е български революционер, деец на Вътрешната македоно-одринска революционна организация.

## Биография
Димо Русев е роден в 1872 година в бунархисарското село Колибите, тогава в Османската империя, днес Хамзабей, Турция.
Влиза във ВМОРО и е дългогодишен четник в родния си край. Част е от четата на Михаил Герджиков и участва в атентата при гара Синекли. В 1903 година е делегат на Конгреса на Петрова нива.
След разгрома на Илинденско-Преображенското въстание се заселва в Созопол, където умира в 1947 година.